# M4M
M4M (Mystical Formula)는 큐브 엔터테인먼트에서 데뷔한 4인조 중국인 음악 그룹이다. 2013년 3월 13일 엠 카운트다운에서 데뷔했다. 중국 팀에서 2명(우빈, 방일륜)과 타이완 팀에서 1명(라우승), 홍콩 팀에서 1명(지미) 로 이루어져 있다.

## 구성원
| 이름   | 본명   | 생년월일               | 국적 | 포지션     |
| ------ | ------ | ---------------------- | ---- | ---------- |
| Jimmy  | 지미   | 1986년 4월 9일(39세)   | 홍콩 | 리더,보컬  |
| Bin    | 우빈   | 1991년 7월 3일(33세)   | 중국 | 래퍼       |
| Vinson | 라우승 | 1991년 7월 29일(33세)  | 대만 | 보컬, 안무 |
| Alan   | 방일륜 | 1992년 12월 26일(32세) | 중국 | 보컬       |

## 음반 활동

### 디지털 싱글
- 2013년 : Sadness

### 미니 앨범
- 2013년 : Mystical Formula